# Primera División de Chile 2006
Primera División de Chile 2006 var den högsta divisionen för fotboll för herrar i Chile säsongen 2006. Divisionen bestod av två separata mästerskap, Torneo Apertura och Torneo Clausura, som korade två separata mästare. Colo-Colo vann både Torneo Apertura och Torneo Clausura. Divisionen kvalificerade lag till Copa Sudamericana 2006 och Copa Libertadores 2007. 

## Kvalificering för internationella turneringar
Copa Sudamericana
- Vinnaren av grundserien i Torneo Apertura: Colo-Colo
- Tvåan i grundserien i Torneo Apertura: Huachipato

Copa Libertadores
- Vinnaren av Torneo Apertura: Colo-Colo
- Vinnaren av Torneo Clausura, i detta fall samma som vinnaren av Apertura, därmed går platsen till finalisten i Clausura 2006: Audax Italiano
- Vinnare av grundserien i Torneo Clausura: Cobreloa

## Torneo Apertura
Samtliga lag mötte varandra en gång, antingen hemma eller borta, vilket gav totalt 18 matcher. Lagen var uppdelade i grupper och vinnaren av varje grupp kvalificerade sig direkt till slutspel. Ifall lag som hamnade på tredje, fjärde eller femte plats i en grupp hade högre poäng än ett lag på andra plats i någon grupp, gick dessa lag till en kvalmatch till slutspel - detsamma gäller för lag som hamnade på en andra plats med lägre poäng än lag på en tredje, fjärde eller femte plats. Det krävdes emellertid lika antal lag från dels tredje, fjärde eller femte plats och dels andra plats. Lag på andra plats med fler poäng än samtliga treor gick däremot vidare till slutspel direkt. De två bäst placerade lagen i den totala tabellen kvalificerade sig för Copa Sudamericana 2006.
Universidad de Concepción, Universidad de Chile, Colo-Colo och Huachipato vann sina respektive grupper. Audax Italiano och Cobreloa kom tvåa i sina grupper och hade fler poäng än samtliga treor. Dessa sex lag gick därmed direkt till slutspelet. Universidad Católica och Unión Española kom på tredje plats, men hade fler poäng än andraplacerade Deportes La Serena och O'Higgins. Detta innebar att dessa fyra lag gick till kval till slutspel.
| Nr | Lag                       | S  | V  | O | F  | GM | IM | MS  | P  |
| -- | ------------------------- | -- | -- | - | -- | -- | -- | --- | -- |
| 1  | Colo-Colo                 | 18 | 13 | 1 | 4  | 54 | 22 | +32 | 40 |
| 2  | Huachipato                | 18 | 11 | 3 | 4  | 32 | 19 | +13 | 36 |
| 3  | Universidad de Chile      | 18 | 10 | 5 | 3  | 27 | 20 | +7  | 35 |
| 4  | Universidad de Concepción | 18 | 9  | 6 | 3  | 31 | 23 | +8  | 33 |
| 5  | Audax Italiano            | 18 | 9  | 5 | 4  | 32 | 22 | +10 | 32 |
| 6  | Universidad Católica      | 18 | 9  | 5 | 4  | 27 | 20 | +7  | 32 |
| 7  | Cobreloa                  | 18 | 9  | 3 | 6  | 32 | 24 | +8  | 30 |
| 8  | Unión Española            | 18 | 8  | 4 | 6  | 24 | 21 | +3  | 28 |
| 9  | Deportes La Serena        | 18 | 5  | 7 | 6  | 32 | 31 | +1  | 22 |
| 10 | Cobresal                  | 18 | 6  | 4 | 8  | 26 | 32 | −6  | 22 |
| 11 | O'Higgins                 | 18 | 5  | 6 | 7  | 20 | 25 | −5  | 21 |
| 12 | Everton                   | 18 | 5  | 6 | 7  | 20 | 27 | −7  | 21 |
| 13 | Deportes Antofagasta      | 18 | 5  | 6 | 7  | 26 | 31 | −5  | 21 |
| 14 | Deportes Puerto Montt     | 18 | 4  | 5 | 9  | 33 | 32 | +1  | 17 |
| 15 | Coquimbo Unido            | 18 | 3  | 8 | 7  | 16 | 26 | −10 | 17 |
| 16 | Santiago Wanderers        | 18 | 5  | 2 | 11 | 16 | 30 | −14 | 17 |
| 17 | Palestino                 | 18 | 4  | 4 | 10 | 22 | 35 | −13 | 16 |
| 18 | Rangers                   | 18 | 4  | 4 | 10 | 26 | 40 | −14 | 16 |
| 19 | Santiago Morning          | 18 | 2  | 6 | 10 | 15 | 31 | −16 | 12 |

|  | Kvalificerade för Copa Sudamericana 2006 och slutspel. |
|  | Kvalificerade för slutspel.                            |
|  | Kvalificerade för kvalmatch till slutspel.             |

| Lag                       | S  | V | O | F  | GM | IM | MS  | P  |
| ------------------------- | -- | - | - | -- | -- | -- | --- | -- |
| Universidad de Concepción | 18 | 9 | 6 | 3  | 31 | 23 | +8  | 33 |
| Audax Italiano            | 18 | 9 | 5 | 4  | 32 | 22 | +10 | 32 |
| Universidad Católica      | 18 | 9 | 5 | 4  | 27 | 20 | +7  | 32 |
| Cobresal                  | 18 | 6 | 4 | 8  | 26 | 32 | −6  | 22 |
| Santiago Wanderers        | 18 | 5 | 2 | 11 | 16 | 30 | −14 | 17 |

| Lag                  | S  | V  | O | F  | GM | IM | MS  | P  |
| -------------------- | -- | -- | - | -- | -- | -- | --- | -- |
| Universidad de Chile | 18 | 10 | 5 | 3  | 27 | 20 | +7  | 35 |
| Deportes La Serena   | 18 | 5  | 7 | 6  | 32 | 31 | +1  | 22 |
| Everton              | 18 | 5  | 6 | 7  | 20 | 27 | −7  | 21 |
| Coquimbo Unido       | 18 | 3  | 8 | 7  | 16 | 26 | −10 | 17 |
| Santiago Morning     | 18 | 2  | 6 | 10 | 15 | 31 | −16 | 12 |

| Lag                   | S  | V  | O | F | GM | IM | MS  | P  |
| --------------------- | -- | -- | - | - | -- | -- | --- | -- |
| Colo-Colo             | 18 | 13 | 1 | 4 | 54 | 22 | +32 | 40 |
| Cobreloa              | 18 | 9  | 3 | 6 | 32 | 24 | +8  | 30 |
| Unión Española        | 18 | 8  | 4 | 6 | 24 | 21 | +3  | 28 |
| Deportes Antofagasta  | 18 | 5  | 6 | 7 | 26 | 31 | −5  | 21 |
| Deportes Puerto Montt | 18 | 4  | 5 | 9 | 33 | 32 | +1  | 17 |

| Lag        | S  | V  | O | F  | GM | IM | MS  | P  |
| ---------- | -- | -- | - | -- | -- | -- | --- | -- |
| Huachipato | 18 | 11 | 3 | 4  | 32 | 19 | +13 | 36 |
| O'Higgins  | 18 | 5  | 6 | 7  | 20 | 25 | −5  | 21 |
| Palestino  | 18 | 4  | 4 | 10 | 22 | 35 | −13 | 16 |
| Rangers    | 18 | 4  | 4 | 10 | 26 | 40 | −14 | 16 |

### Kvalmatch för slutspel
|  |  | Unión Española | 2–2 | Deportes La Serena |  |  |
|  |  |                |     |                    |  |  |
|  |  |                |     |                    |  |  |
|  |  |                |     |                    |  |  |

|  |  | Universidad Católica | 1–1 | O'Higgins |  |  |
|  |  |                      |     |           |  |  |
|  |  |                      |     |           |  |  |
|  |  |                      |     |           |  |  |

Eftersom båda matcherna slutade oavgjort gick Unión Española och Universidad Católica vidare på grund av fler poäng i grundserien.

### Slutspel
Slutspelet bestod av dubbelmöten, där segrarna av varje dubbelmöte gick vidare till nästa omgång. Kvartsfinaler inledde slutspelet som avslutades med en final mellan Colo-Colo och Universidad de Chile, som till slut avgjordes på straffar med Colo-Colo som segrare. Colo-Colo kvalificerade sig därmed för Copa Libertadores 2007.
|  | Kvartsfinaler | Kvartsfinaler        | Kvartsfinaler        | Kvartsfinaler | Kvartsfinaler |   |   | Semifinaler          | Semifinaler | Semifinaler | Semifinaler | Semifinaler |  |  | Final           | Final | Final | Final | Final |  |
|  |               |                      |                      |               |               |   |   |                      |             |             |             |             |  |  |                 |       |       |       |       |  |
|  | 1             | Audax Italiano       | 2                    | 0             | 2             |   |   |                      |             |             |             |             |  |  |                 |       |       |       |       |  |
|  | 8             | U. Concepción        | 1                    | 2             | 3             |   |   |                      |             |             |             |             |  |  |                 |       |       |       |       |  |
|  | 8             | U. Concepción        | 1                    | 2             | 3             |   |   | U. de Concepción     | 3           | 0           | 3           |             |  |  |                 |       |       |       |       |  |
|  |               |                      |                      |               |               |   |   | U. de Concepción     | 3           | 0           | 3           |             |  |  |                 |       |       |       |       |  |
|  |               |                      | Colo-Colo            | 4             | 2             | 6 |   |                      |             |             |             |             |  |  |                 |       |       |       |       |  |
|  | 4             | Unión Española       | Colo-Colo            | 4             | 2             | 6 | 0 | 0                    | 0           |             |             |             |  |  |                 |       |       |       |       |  |
|  | 4             | Unión Española       |                      |               |               |   | 0 | 0                    | 0           |             |             |             |  |  |                 |       |       |       |       |  |
|  | 5             | Colo-Colo            | 4                    | 5             | 9             |   |   |                      |             |             |             |             |  |  |                 |       |       |       |       |  |
|  | 5             | Colo-Colo            | 4                    | 5             | 9             |   |   |                      |             |             |             |             |  |  | Colo-Colo (str) | 2     | 0(4)  | 2     |       |  |
|  |               |                      |                      |               |               |   |   |                      |             |             |             |             |  |  | Colo-Colo (str) | 2     | 0(4)  | 2     |       |  |
|  |               |                      | Universidad de Chile | 1             | 1(2)          | 2 |   |                      |             |             |             |             |  |  |                 |       |       |       |       |  |
|  | 3             | Universidad Católica | Universidad de Chile | 1             | 1(2)          | 2 | 2 | 1                    | 3           |             |             |             |  |  |                 |       |       |       |       |  |
|  | 3             | Universidad Católica |                      |               |               |   | 2 | 1                    | 3           |             |             |             |  |  |                 |       |       |       |       |  |
|  | 6             | Universidad de Chile | 2                    | 3             | 5             |   |   |                      |             |             |             |             |  |  |                 |       |       |       |       |  |
|  | 6             | Universidad de Chile | 2                    | 3             | 5             |   |   | Universidad de Chile | 6           | 2           | 8           |             |  |  |                 |       |       |       |       |  |
|  |               |                      |                      |               |               |   |   | Universidad de Chile | 6           | 2           | 8           |             |  |  |                 |       |       |       |       |  |
|  |               |                      | Huachipato           | 1             | 2             | 3 |   |                      |             |             |             |             |  |  |                 |       |       |       |       |  |
|  | 2             | Cobreloa             | Huachipato           | 1             | 2             | 3 | 3 | 0                    | 3           |             |             |             |  |  |                 |       |       |       |       |  |
|  | 2             | Cobreloa             |                      |               |               |   | 3 | 0                    | 3           |             |             |             |  |  |                 |       |       |       |       |  |
|  | 7             | Huachipato           | 1                    | 4             | 5             |   |   |                      |             |             |             |             |  |  |                 |       |       |       |       |  |

| Primera División Vinnare av Torneo Apertura 2006 |
| ------------------------------------------------ |
| Chile                                            |
| Colo-Colo 24:e titeln                            |

## Torneo Clausura
Samtliga lag mötte varandra en gång, antingen hemma eller borta, vilket gav totalt 18 matcher. Lagen var uppdelade i grupper och vinnaren av varje grupp kvalificerade sig direkt till slutspel. Ifall lag som hamnade på tredje, fjärde eller femte plats i en grupp hade högre poäng än ett lag på andra plats i någon grupp, gick dessa lag till en kvalmatch till slutspel - detsamma gäller för lag som hamnade på en andra plats med lägre poäng än lag på en tredje, fjärde eller femte plats. Det krävdes emellertid lika antal lag från dels tredje, fjärde eller femte plats och dels andra plats. Lag på andra plats med fler poäng än samtliga treor gick däremot vidare till slutspel direkt. De två bäst placerade lagen i den totala tabellen kvalificerade sig för Copa Libertadores 2007.
Universidad de Concepción, Universidad de Chile, Colo-Colo och Huachipato vann sina respektive grupper. Audax Italiano och Cobreloa kom tvåa i sina grupper och hade fler poäng än samtliga treor. Dessa sex lag gick därmed direkt till slutspelet. Universidad Católica och Unión Española kom på tredje plats, men hade fler poäng än andraplacerade Deportes La Serena och O'Higgins. Detta innebar att dessa fyra lag gick till kval till slutspel.
| Nr | Lag                       | S  | V  | O | F  | GM | IM | MS  | P  |
| -- | ------------------------- | -- | -- | - | -- | -- | -- | --- | -- |
| 1  | Cobreloa                  | 18 | 11 | 4 | 3  | 40 | 24 | +16 | 37 |
| 2  | O'Higgins                 | 18 | 10 | 5 | 3  | 31 | 20 | +11 | 35 |
| 3  | Deportes Puerto Montt     | 18 | 10 | 3 | 5  | 26 | 21 | +5  | 33 |
| 4  | Universidad Católica      | 18 | 9  | 4 | 5  | 24 | 18 | +6  | 31 |
| 5  | Audax Italiano            | 18 | 9  | 2 | 7  | 32 | 24 | +8  | 29 |
| 6  | Colo-Colo                 | 18 | 8  | 5 | 5  | 37 | 31 | +6  | 29 |
| 7  | Coquimbo Unido            | 18 | 8  | 5 | 5  | 23 | 22 | +1  | 29 |
| 8  | Santiago Wanderers        | 18 | 8  | 4 | 6  | 22 | 21 | +1  | 28 |
| 9  | Universidad de Concepción | 18 | 7  | 4 | 7  | 34 | 30 | +4  | 25 |
| 10 | Rangers                   | 18 | 6  | 6 | 6  | 22 | 24 | −2  | 24 |
| 11 | Universidad de Chile      | 18 | 7  | 2 | 9  | 24 | 25 | −1  | 23 |
| 12 | Deportes Antofagasta      | 18 | 5  | 6 | 7  | 25 | 25 | 0   | 21 |
| 13 | Everton                   | 18 | 5  | 6 | 7  | 23 | 27 | −4  | 21 |
| 14 | Huachipato                | 18 | 6  | 2 | 10 | 29 | 32 | −3  | 20 |
| 15 | Palestino                 | 18 | 5  | 5 | 8  | 16 | 25 | −9  | 20 |
| 16 | Deportes La Serena        | 18 | 4  | 6 | 8  | 32 | 39 | −7  | 18 |
| 17 | Cobresal                  | 18 | 5  | 3 | 10 | 20 | 28 | −8  | 18 |
| 18 | Santiago Morning          | 18 | 4  | 5 | 9  | 22 | 32 | −10 | 17 |
| 19 | Unión Española            | 18 | 3  | 5 | 10 | 20 | 34 | −14 | 14 |

|  | Kvalificerade för Copa Libertadores 2007 och slutspel. |
|  | Kvalificerade för slutspel.                            |
|  | Kvalificerade för kvalmatch till slutspel.             |

| Lag                | S  | V  | O | F  | GM | IM | MS  | P  |
| ------------------ | -- | -- | - | -- | -- | -- | --- | -- |
| Cobreloa           | 18 | 11 | 4 | 3  | 40 | 24 | +16 | 37 |
| Colo-Colo          | 18 | 8  | 5 | 5  | 37 | 31 | +6  | 29 |
| Santiago Wanderers | 18 | 8  | 4 | 6  | 22 | 21 | +1  | 28 |
| Palestino          | 18 | 5  | 5 | 8  | 16 | 25 | −9  | 20 |
| Cobresal           | 18 | 5  | 3 | 10 | 20 | 28 | −8  | 18 |

| Lag            | S  | V  | O | F  | GM | IM | MS  | P  |
| -------------- | -- | -- | - | -- | -- | -- | --- | -- |
| O'Higgins      | 18 | 10 | 5 | 3  | 31 | 20 | +11 | 35 |
| Coquimbo Unido | 18 | 8  | 5 | 5  | 23 | 22 | +1  | 29 |
| Rangers        | 18 | 6  | 6 | 6  | 22 | 24 | −2  | 24 |
| Huachipato     | 18 | 6  | 2 | 10 | 29 | 32 | −3  | 20 |
| Unión Española | 18 | 3  | 5 | 10 | 20 | 34 | −14 | 14 |

| Lag                       | S  | V  | O | F | GM | IM | MS  | P  |
| ------------------------- | -- | -- | - | - | -- | -- | --- | -- |
| Deportes Puerto Montt     | 18 | 10 | 3 | 5 | 26 | 21 | +5  | 33 |
| Audax Italiano            | 18 | 9  | 2 | 7 | 32 | 24 | +8  | 29 |
| Universidad de Concepción | 18 | 7  | 4 | 7 | 34 | 30 | +4  | 25 |
| Deportes La Serena        | 18 | 4  | 6 | 8 | 32 | 39 | −7  | 18 |
| Santiago Morning          | 18 | 4  | 5 | 9 | 22 | 32 | −10 | 17 |

| Lag                  | S  | V | O | F | GM | IM | MS | P  |
| -------------------- | -- | - | - | - | -- | -- | -- | -- |
| Universidad Católica | 18 | 9 | 4 | 5 | 24 | 18 | +6 | 31 |
| Universidad de Chile | 18 | 7 | 2 | 9 | 24 | 25 | −1 | 23 |
| Deportes Antofagasta | 18 | 5 | 6 | 7 | 25 | 25 | 0  | 21 |
| Everton              | 18 | 5 | 6 | 7 | 23 | 27 | −4 | 21 |

### Kvalmatch för slutspel
|  |  | Santiago Wanderers | 0–1 | Universidad de Chile |  |  |
|  |  |                    |     |                      |  |  |
|  |  |                    |     |                      |  |  |
|  |  |                    |     |                      |  |  |

### Slutspel
Slutspelet bestod av dubbelmöten, där segrarna av varje dubbelmöte gick vidare till nästa omgång. Kvartsfinaler inledde slutspelet som avslutades med en final mellan Colo-Colo och Audax Italiano, som Colo-Colo vann med totalt 6-2. Eftersom Colo-Colo redan kvalificerat sig till Copa Libertadores 2007, fick Audax Italiano platsen som tvåa i Torneo Clausura.
|  | Kvartsfinaler | Kvartsfinaler         | Kvartsfinaler | Kvartsfinaler | Kvartsfinaler |   |   | Semifinaler    | Semifinaler | Semifinaler | Semifinaler | Semifinaler |  |  | Final          | Final | Final | Final | Final |  |
|  |               |                       |               |               |               |   |   |                |             |             |             |             |  |  |                |       |       |       |       |  |
|  | 1             | Audax Italiano        | 1             | 3             | 4             |   |   |                |             |             |             |             |  |  |                |       |       |       |       |  |
|  | 8             | Universidad Católica  | 0             | 0             | 0             |   |   |                |             |             |             |             |  |  |                |       |       |       |       |  |
|  | 8             | Universidad Católica  | 0             | 0             | 0             |   |   | Audax Italiano | 4           | 2           | 6           |             |  |  |                |       |       |       |       |  |
|  |               |                       |               |               |               |   |   | Audax Italiano | 4           | 2           | 6           |             |  |  |                |       |       |       |       |  |
|  |               |                       | O'Higgins     | 1             | 4             | 5 |   |                |             |             |             |             |  |  |                |       |       |       |       |  |
|  | 4             | O'Higgins             | O'Higgins     | 1             | 4             | 5 | 0 | 2              | 2           |             |             |             |  |  |                |       |       |       |       |  |
|  | 4             | O'Higgins             |               |               |               |   | 0 | 2              | 2           |             |             |             |  |  |                |       |       |       |       |  |
|  | 5             | Coquimbo Unido        | 0             | 1             | 1             |   |   |                |             |             |             |             |  |  |                |       |       |       |       |  |
|  | 5             | Coquimbo Unido        | 0             | 1             | 1             |   |   |                |             |             |             |             |  |  | Audax Italiano | 0     | 2     | 2     |       |  |
|  |               |                       |               |               |               |   |   |                |             |             |             |             |  |  | Audax Italiano | 0     | 2     | 2     |       |  |
|  |               |                       | Colo-Colo     | 3             | 3             | 6 |   |                |             |             |             |             |  |  |                |       |       |       |       |  |
|  | 3             | Colo-Colo             | Colo-Colo     | 3             | 3             | 6 | 1 | 4              | 5           |             |             |             |  |  |                |       |       |       |       |  |
|  | 3             | Colo-Colo             |               |               |               |   | 1 | 4              | 5           |             |             |             |  |  |                |       |       |       |       |  |
|  | 6             | Deportes Puerto Montt | 0             | 0             | 0             |   |   |                |             |             |             |             |  |  |                |       |       |       |       |  |
|  | 6             | Deportes Puerto Montt | 0             | 0             | 0             |   |   | Colo-Colo      | 3           | 3           | 6           |             |  |  |                |       |       |       |       |  |
|  |               |                       |               |               |               |   |   | Colo-Colo      | 3           | 3           | 6           |             |  |  |                |       |       |       |       |  |
|  |               |                       | Cobreloa      | 0             | 3             | 3 |   |                |             |             |             |             |  |  |                |       |       |       |       |  |
|  | 2             | Cobreloa              | Cobreloa      | 0             | 3             | 3 | 0 | 3              | 3           |             |             |             |  |  |                |       |       |       |       |  |
|  | 2             | Cobreloa              |               |               |               |   | 0 | 3              | 3           |             |             |             |  |  |                |       |       |       |       |  |
|  | 7             | Universidad de Chile  | 1             | 1             | 2             |   |   |                |             |             |             |             |  |  |                |       |       |       |       |  |

| Primera División Vinnare av Torneo Clausura 2006 |
| ------------------------------------------------ |
| Chile                                            |
| Colo-Colo 25:e titeln                            |